# Alberto Gómez (futebolista)
Alberto Gómez (10 de junho de 1944) é um ex-futebolista uruguaio que atuava como atacante.

## Carreira
Alberto Gómez fez parte do elenco da Seleção Uruguaia de Futebol, na Copa do Mundo de  1970. 